# Língua tumak
Tumak, também chamada Toumak, Tumag, Tummok, Sara Toumak, Tumac, Dije, é uma língua  afro-asiática falada nas prefeituras do sudoeste do Chade da Prefeitura de Moyen-Chari e em Koumra. Os dialetos Motun (Mod) e Tumak têm uma semelhança lexical de apenas 70%; A maioria dos falantes de Motun usa algumas língua da família Sara.
O "Gulei" listado em Greenberg pode ser um dialeto de Tumak.